# Laetmogone biserialis
Laetmogone biserialis is een zeekomkommer uit de familie Laetmogonidae.
De wetenschappelijke naam van de soort werd in 1907 gepubliceerd door Walter Kenrick Fisher.